# 宜宾市市长列表
以下列出历任宜宾市市长：

## 县级

### 宜宾市人民政府
- 时间：1951年6月-1955年3月
- 隶属：1952年9月以前隶属川南行政公署，之后隶属四川省人民政府
- 历任市长：
  - 刘永玖，1951年5月-1952年7月在任。
  - 贾昌，1952年7月-1955年2月在任。

### 宜宾市人民委员会
- 时间：1955年3月-1967年1月
- 隶属：四川省人民委员会
- 历任市长：
  - 吕逢权，1955年3月-1959年8月在任。
  - 梁尔佶，1959年6月起代理，1961年4月-1967年1月在任。

### 宜宾市生产委员会
- 时间：1967年3月-1967年5月
- 隶属：宜宾市人民武装部
- 历任主任：

### 宜宾市革命委员会筹备小组
- 时间：1967年5月-1968年4月
- 隶属：四川省革命委员会
- 历任组长：
  - 李良，1967年5月-1968年4月在任。

### 宜宾市革命委员会
- 时间：1968年4月-1980年12月
- 隶属：宜宾地区革命委员会
- 历任主任：
  - 李良，1968年4月-1970年3月在任。
  - 刘德训，1970年3月-1974年9月在任。
  - 张玉清，1975年4月-1980年12月在任。

### 宜宾市人民政府
- 时间：1980年12月至1997年2月
- 隶属：宜宾地区行政公署
- 历任市长：
  - 舒厚钟，1980年12月-1982年1月在任。
  - 梁尔佶，1982年2月起代理，1982年3月-1983年10月在任。
  - 管永年，1983年10月起代理，1984年5月-
  - 黄华泽

## 地级

### 宜宾专署
- 时间：
- 隶属：四川省人民委员会
- 历任专员：
  - 李箴言

### 宜宾地区革命委员会筹备小组
- 时间：1967年5月-1968年4月
- 隶属：四川省革命委员会
- 历任组长：
  - 王茂聚，1967年5月-1968年4月在任。

### 宜宾地区革命委员会
- 时间：1968年4月-1980年12月
- 隶属：四川省革命委员会
- 历任主任：
  - 王茂聚，1968年4月-1969年11月在任。

### 宜宾地区行政公署
- 时间：1980年12月至1997年2月
- 隶属：四川省人民政府
- 历任专员：
  - 周继尧，-1996年12月
  - 李敦伯，1996年12月-1997年2月

### 宜宾市人民政府
- 时间：1997年2月至今
- 隶属：四川省人民政府
- 历任市长：
  - 李敦伯，1997年2月-2001年3月
  - 刘捷，2001年3月-2003年3月。
  - 焦伟侠，2003年3月-2006年1月。
  - 吴光镭，2006年1月起代理，2006年3月-2011年8月。
  - 徐进，2011年11月-2016年3月。
  - 杜紫平，2016年3月-2021年9月。
  - 方存好，2021年9月-至今。